# Higher Ground (filme)
Higher Ground é um filme de 2011 de drama, dirigido pela atriz norte-americana Vera Farmiga. O longa marca a estreia da atriz, como cineasta. O filme segue Corinne Walker (Farmiga) e sua relação vacilante com o cristianismo. Teve sua estreia mundial no Festival Sundance de Cinema em 23 de janeiro de 2011, onde foi indicado ao Grande Prêmio do Júri.

## Elenco
- Vera Farmiga como Corinne Walker
  - Taissa Farmiga como Corinne (adolescente)
  - McKenzie Turner como Corinne (criança)
- Joshua Leonard como Ethan Miller
  - Boyd Holbrook como Ethan (adolescente)
- Dagmara Domińczyk como Annika
- Norbert Leo Butz como Pastor Bill
- John Hawkes como CW Walker
- Bill Irwin como Pastor Bud
- Ebon Moss-Bachrach como Luke
- Donna Murphy como Kathleen Walker
- Nina Arianda como Wendy Walker
  - Kaitlyn Rae King como Wendy (adolescente)
  - Taylor Schwencke como Wendy (criança)
- Michael Chernus como Ned
- Sean Mahon como Liam Donovan
- Jack Gilpin como Dr. Dick Adams
- Molly Hawkey como Molly

## Recepção
No consenso do agregador de críticas Rotten Tomatoes diz: "Com Higher Ground, a estrela e diretora estreante Vera Farmiga leva os espectadores a uma jornada espiritual desafiadora cujos erros são facilmente superados por suas muitas recompensas ricas." Na pontuação onde a equipe do site categoriza as opiniões da grande mídia e da mídia independente apenas como positivas ou negativas, o filme tem um índice de aprovação de 82% calculado com base em 93 comentários dos críticos. Por comparação, com as mesmas opiniões sendo calculadas usando uma média aritmética ponderada, a nota alcançada é 7,1/10.
Em outro agregador, o Metacritic, que calcula as notas das opiniões usando somente uma média aritmética ponderada de determinados veículos de comunicação em maior parte da grande mídia, tem uma pontuação de 74/100, alcançada com base em 34 avaliações da imprensa anexadas no site, com a indicação de "revisões geralmente favoráveis".